# 衛信站
衛信站（英語：Wilson Station）是一座多倫多地鐵央街－大學線車站，坐落加拿大安大略省多倫多北約克衛信路（Wilson Avenue）以北一段艾倫道的中央分隔帶，毗鄰衛信地鐵車廠，於1978年1月27日聯同該地鐵線的士巴丹拿段一起開幕後取代聖佐治站成為該線的西北端終點站，直至該線於1996年延長至登士維站（後改名雪柏西站）為止。
下列由多倫多公車局營運的巴士線駛經衛信站：
- 29號德化林巴士線（Dufferin）
- 96號衛信巴士線（Wilson）
- 104號菲活巴士線（Faywood）
- 106號約克大學巴士線（York University）
- 107號北基爾街巴士線（Keele North）
- 108號登士維巴士線（Downsview）
- 117號阿爾尼斯巴士線（Alness）
- 120號卡榮頓巴士線（Calvington）
- 160號北巴佛士街巴士線（Bathurst North）
- 165號北韋斯頓道巴士線（Weston Road North）
- 329號德化林深宵巴士線（Dufferin）

## 外部連結
- 维基共享资源上的相關多媒體資源：衛信站
- （英文）TTC Wilson Station （页面存档备份，存于）－多倫多公車局網站 韋爾遜站頁面